# Ignacy Strasfogel
Ignacy Strasfogel, też Ignace Strasfogel (ur. 17 lipca 1909 w Warszawie, zm. 6 lutego 1994 w Nowym Jorku) – polski dyrygent, pianista i kompozytor żydowskiego pochodzenia.

## Życiorys
W 1912 zamieszkał w Berlinie. Studiował w berlińskiej Hochschule für Musik pianistykę oraz kompozycję u Franza Schrekera i dyrygenturę u Juliusa Prüwera, uzyskując dyplom w 1929. W 1926, w wieku 17 lat,  za II Sonatę na fortepian zdobył stypendium im. Mendelssohna przyznawane młodym kompozytorom.
W latach 1929–1933 był korepetytorem i dyrygentem opery w Teatrze Miejskim w Düsseldorfie, asystentem dyrygenta w Staatsoper Berlin i dyrektorem muzycznym w berlińskim Theater am Kurfürstendamm.
Po dojściu Hitlera do władzy został zmuszony do opuszczenia Niemiec i w styczniu 1934 wyemigrował do Stanów Zjednoczonych. Osiedlił się w Nowym Jorku. Był akompaniatorem m.in. skrzypka Józsefa Szigetiego, wiolonczelisty Grigorija Piatigorskiego i śpiewaka Lauritza Melchiora. Pracował w Filharmonii Nowojorskiej jako pianista, a w latach 1944–1945 jako asystent dyrygenta. Równocześnie prowadził koncerty na Stadionie Lewinsohna.
W latach 1951–1974 był dyrygentem rezydentem w Metropolitan Opera, poprowadził tam ponad 20 przedstawień z szerokiego repertuaru operowego; latem 1957 odbył z zespołem tej opery tournée po Stanach Zjednoczonych. Był dyrygentem gościnnym Orchestre de la Suisse Romande, Staatsoper Berlin i Chicago Symphony, dyrygował też gościnnie m.in. w Waszyngtonie, Filadelfii, Nowym Orleanie i Toronto. Regularnie prowadził przedstawienia podczas Cincinnati Summer Opera oraz innych festiwali muzycznych. Był też dyrygentem widowisk muzycznych na Broadwayu.
W 1983, po 35-letniej przerwie, powrócił do twórczości kompozytorskiej.

## Wybrane kompozycje
(na podstawie materiału źródłowego)

### Utwory orkiestrowe
- A Child's Day. Variations on a Well-Known Tune (w rękopisie) (1946)

### Utwory kameralne
- I Kwartet smyczkowy (ok. 1927)
- II Kwartet smyczkowy (1989–1990)
- Duet na skrzypce i fortepian (w rękopisie) (1991)

### Utwory na instrument solowy
- Suite für Klavier nach Jakob Callot (w rękopisie) (1923)
- Capriccio mit alten Tänzen nach acht Kupferstichen von Jakob Callot (1923–1924)
- Scherzo na fortepian (1924)
- I Sonata fortepianowa (1925)
- II Sonata fortepianowa (1926)
- Prelude, Elegie, Rondo na gitarę (ok. 1940)
- A Child's Day. Variations on a Well-Known Tune, wersja na fortepian (w rękopisie) (1946)
- Preludio fugato na fortepian (1946)
- Rondo, wariacje na fortepian (1988–1989)
- Scherzo (Moderato) na fortepian (1992)

### Utwory wokalne
- In der Fremde na głos i fortepian, sł. Joseph von Eichendorff (ok 1928–1933)
- The Children's Room na głos i fortepian, sł. Alma Lubin (1948)
- Four Millay Songs na tenor lub mezzosopran i fortepian; sł. Edna St. Vincent Millay (1983–1984)
- September Afternoon na głos i fortepian, sł. Mary Rose Eaton His (1984)
- Three Songs for Soprano and Piano; sł. Emily Dickinson (1984)
- Dear Men and Women na baryton i fortepian; sł. John Hall Wheelock(inne języki) (1985)